# هاجیمه کابورگی
هاجیمه کابورگی (انگلیسی: Hajime Kaburagi; ۲۷ فوریهٔ ۱۹۲۶ – ۱ اکتبر ۲۰۱۴) آهنگساز اهل ژاپن بود.